# Gáspár Rezső
Gáspár Rezső (Érsekvadkert, 1921. február 7. – Debrecen, 2001. december 1.) magyar atomfizikus, egyetemi tanár, a Magyar Tudományos Akadémia rendes tagja.

## Élete
1938-ban tett érettségi vizsgát a pesterzsébeti Kossuth Lajos Reálgimnáziumban. A Pázmány Péter Tudományegyetemen 1943-ban szerzett fizika szakos tanári diplomát. 1941 és 1943 között Ortvay Rudolf professzor tanársegédjeként dolgozott. 1943 és 1945 között a pápai Református Kollégium tanára volt. 1945 és 1953 között a Budapesti Műszaki Egyetem Fizikai Intézetében tanított. 1953-ban a debreceni Kossuth Lajos Tudományegyetem elméleti fizikai tanszékének tanszékvezetője lett. 1965-ben kvantumkémiai kutatásaiért Állami Díjat kapott. 1970-ben az MTA levelező, 1979-ben rendes tagjává választották.